# Type 86S
Súng trường tự động kiểu 86S (86S式自動步槍, 86S thức tự động bộ thương), còn được các tài liệu tiếng Anh viết tắt là Type 86S, là một loại súng trường tấn công do Cộng hòa Nhân dân Trung Hoa sản xuất dựa theo kiểu súng AKM nhưng với cấu hình là bullpup. Cách hoạt động của nó tương tự như khẩu AKM với vài khác biệt nhỏ. Rất nhiều linh kiện của loại súng này có thể thay bằng linh kiện của súng trường Kalashnikov khác.

## Thiết kế
Type 86S có thiết kế khác khẩu AK-47 vài chỗ nhưng hầu hết là giống. Hệ thống kích hoạt búa điểm hỏa được đặc ở phần kéo dài phía sau của cò súng. Các bộ phận khác của súng hoàn toàn giống với AK-47/AKM với một thanh nối giữa cò súng và búa điểm hỏa. Nút chọn chế độ bắn hay khóa an toàn nằm ở vị trí hơi thấp hơn và thiết kế hơi khác so với AK-47/AKM. Nút chọn chế độ hay khóa an toàn của Type 86S có hình ngón tay ở phía bên phải cò súng. Tay cầm phụ dùng để nắm bắn nằm ngay phía dưới tay cầm, khi không sử dụng tay cầm này có thể bẻ lên phía trước. Khi sử dụng có thể bẻ nó xuống thành một tay cầm thẳng đứng. Hộp đạn gắn đằng sau cò súng loại có thể chứa từ 10-30 viên đạn cũng như có thể gắn hộp đạn tròn. Chế độ ngắm nó có một điểm ruồi nằm trong khung phía trên có thể di chuyển giữa hai lỗ ngắm giữa và đầu súng giống như một thước ngắm khi sử dụng tầm ngắm có thể dao động từ 100-300 mét khi không sử dụng có thể gấp điểm ruồi này vào thân súng. Khung phía trên súng có thể gắn thêm ống ngắm.

## Sử dụng
Type 86S từng được nhập khẩu vào Hoa Kỳ bởi China Sports (công ty chuyên xuất nhập khẩu vũ khí ra vào Hoa Kỳ) và được bán trên thị trường vũ khí tự do cho dân chúng. Khoảng ít hơn 2.000 khẩu Type 86S đã được bán trên thị trường Hoa Kỳ trong những năm 1980 trước khi lệnh cấm bán súng công kích được ban hành tháng 9 năm 1994.